# マークス・シュタインヘーファー
マークス・シュタインヘーファー（Markus Steinhöfer. 1986年3月7日 - ）は、西ドイツ（現ドイツ）・ヴァイセンブルク＝グンツェンハウゼン郡ヴァイセンブルク出身の元サッカー選手。現役時代のポジションはDF、MF（右サイドバック、右サイドハーフ）。

## 経歴

### キャリア初期
地元のアマチュアクラブでプレーしている頃に、1.FCニュルンベルクのスカウトに発掘される。同クラブのサテライトチームに所属するものの、年齢的な理由もあり公式戦には出場できず。しかし同リーグのFCバイエルン・ミュンヘンからの誘いを受け移籍。同クラブのU19チームでプレーした後、サテライトチームでもレギュラーとして57試合に出場。U19ドイツ・ブンデスリーガ優勝、ドイツ・レギオナルリーガ南部優勝を経験する。

### ザルツブルク
2006年夏にオーストリア・ブンデスリーガのレッドブル・ザルツブルクへレンタル移籍。元々は右サイドハーフであったが、レッドブル・ザルツブルク移籍後は主に右サイドバックとしてプレー。また、チーム状況によっては左サイドバックとしても試合に出場している。攻撃的なプレースタイルで知られており、時折豪快なロングシュートを決めるクラブの人気選手となった。
2006-07シーズンのリーグ優勝に貢献した他、UEFAチャンピオンズリーグ予選やUEFAカップ本大会での出場を果たす。

### フランクフルト
ボルシア・メンヘングラードバッハからの関心も寄せられる中、2008年2月13日に翌シーズンよりドイツ・ブンデスリーガのアイントラハト・フランクフルトへ移籍することがザルツブルクの公式ホームページで発表された。90万ユーロの移籍金が保有元のバイエルンに支払われ、契約期間は3年となる。フリートヘルム・フンケル監督の下で再び中盤へポジションを移し、レギュラーとしてプレーした。2009-10シーズンよりミヒャエル・スキッベが新監督に就任すると出場会が減少し、移籍を模索する。翌年1月からシーズン終了までは、1.FCカイザースラウテルンへローンとなった。

### バーゼル
2011年1月26日、スイス・スーパーリーグのFCバーゼルと2年半の契約を締結した。同クラブでは攻撃的な右サイドバックとしてレギュラーポジションを確保。2011-12シーズンのUEFAチャンピオンズリーグでは、グループリーグでマンチェスター・ユナイテッドFCとの直接対決を制し2位通過を果たしたメンバーの一員となった。2012-13シーズン終了後に契約満了となりザンクト・ヤコブ＝パルクを去り、ドイツ復帰を希望する。

### ベティス
2013年7月15日、リーガBBVAのレアル・ベティスに3年契約で加入。しかしペペ・メル監督の信頼を得られず、ハビ・チカやフアンフランらの後塵を拝することとなった。12月にフアン・カルロス・ガリードに監督が交代して以降も守備面の不安定さを指摘されるなど、出場機会に恵まれなかった。

### 1860ミュンヘン
2014年1月18日、2.ブンデスリーガのTSV1860ミュンヘンと1年半の契約で移籍。フランクフルト時代の指揮官フリートヘルム・フンケルの存在が、5年振りに母国へ復帰する決め手となったと語っている。

### VfRアーレン
2015年2月2日、2部で下位に沈むVfRアーレンとシーズン終了まで契約する。しかしクラブはシーズンの結果3部へ降格となった。

### スパルタ・プラハ
2015-16シーズンより、シノト・リガのACスパルタ・プラハへフリートランスファーで加入。リーグ戦では7試合の出場に留まり、1シーズンでスタディオン・レトナーを後にする。

### ダルムシュタット
無所属となっていた2016年11月、バイエルン時代のチームメイトであるミヒャエル・シュテークマイアーがマネージャーを務めるSVダルムシュタット98の練習に参加し、フランクフルトで共にプレーしたマルセル・ヘラーと再会。翌年1月20日、トルステン・フリンクス率いる同クラブと1年半の契約を締結した。2017年12月にディルク・シュスターが新監督に就任するとポジションを失い、シーズン終了後にクラブを退団した。

### アイヒシュテット
2018年9月4日、レギオナルリーガ・バイエルンのVfBアイヒシュテットに加入。娘の誕生を契機に故郷に舞い戻った。

## 代表歴
2007年にはドイツU21代表の一員としてトゥーロン国際トーナメントに出場している。

## タイトル
バイエルンII
- U19ドイツ・ブンデスリーガ : 2004
- ドイツ・レギオナルリーガ南部 : 2004

ザルツブルク
- オーストリア・ブンデスリーガ : 2006-07

バーゼル
- スイス・スーパーリーグ : 2010-11, 2011-12, 2012-13
- スイス・カップ : 2011-12
- ウーレンカップ（英語版）: 2011